# Jüdischer Friedhof (Sickenhofen)
Der Jüdische Friedhof Sickenhofen ist ein Friedhof im Ortsteil Sickenhofen der Stadt Babenhausen im Landkreis Darmstadt-Dieburg in Hessen. Auf dem 2048 m² großen Friedhof wurden über 250 Jahre hinweg Juden aus den Dörfern Hergershausen und Sickenhofen beerdigt. Insgesamt sind 139 Grabsteine verteilt auf 32 Reihen erhalten, von dem der älteste aus dem Jahr 1741 stammt.

## Lage
Der jüdische Friedhof liegt wenige hundert Meter vom alten Dorfkern entfernt östlich des Dorfes inmitten von Feldern. Auf dem Friedhof stehen alte Bäume, vorwiegend Eichen und der Friedhof selbst ist mit einer Ziegelsteinmauer umgeben. Betreten kann man den Friedhof von Osten her durch ein schlichtes Eisengittertor. Der Friedhof wird durch den Weg in einen nördlichen und einen südlichen Teil geteilt. Im nördlichen Teil sind in zwei Gruppen die Grabsteine bis ca. 1850 und von 1850 bis 1904 untergebracht, im südlichen Teil finden sich Grabsteine von 1905 bis 1937.

## Die Grabsteine
Zu Beginn wurde als Material der Grabsteine ausschließlich roter Sandstein verwendet, später wurde als Material der Grabsteine auch weißer Sandstein, schwarzer Granit und Kunststein verwendet. Hebräische Inschriften sind vor allem auf der Westseite der Grabsteine zu finden. Die Grabsteine im nördlichen Teil befinden sich noch im guten Zustand, die im südlichen Teil sind größtenteils beschädigt oder zerstört. Die ersten Zerstörungen gehen auf die NS-Zeit zurück, nach dem Zweiten Weltkrieg mussten die Mauer und die Grabsteine ausgebessert werden. Im März 1983 wurde der südliche Teil des Friedhofs mutwillig zerstört, im Herbst 1987 wurden wieder einige Steine beschädigt, da während eines Sturms ein Baum entwurzelte und somit einige Grabsteine aus der Erde riss. Es ist außerdem davon auszugehen, dass Steine abhandengekommen sind. Viele Grabsteine können ebenfalls nicht ihrem ursprünglichen Platz zugewiesen werden. Am Besten erhalten sind die Grabsteine aus der Zeit zwischen 1850 und 1900. In den jeweiligen Grabsteinen spiegeln sich die Kunststile der Zeit wieder. Auch Symbole für die Charakterisierung des Verstorbenen wie segnende Hände (Priester), Kanne (Leviten) und Schofarbläser (Schofar-Horn), sowie Sterne, Palmenzweige und Pflanzenornamente sind zu erkennen. Neben Sickenhofen und Hergershausen als Haupt-Herkunftsorte der Verstorbenen wurden auch die Orte Reichelsheim, Schaafheim, Lauchheim und Groß-Zimmern (2×) genannt.
| Jahrzehnte | Sickenhofen | Hergershausen | Andere Orte | Keine Angaben |
| ---------- | ----------- | ------------- | ----------- | ------------- |
| 1860-1869  | 6           | 6             | 1           | 1             |
| 1870-1879  | 5           | 4             | -           | 2             |
| 1880-1889  | 7           | 9             | -           | 1             |
| 1890-1899  | 2           | 4             | 1           | 1             |
| 1900-1909  | 1           | 7             | 3           | 3             |
| 1910-1919  | 1           | 4             | -           | 2             |
| 1920-1929  | 2           | 4             | -           | 2             |
| 1930-1939  | -           | 6             | 1           | 1             |
| Gesamt     | 24          | 44            | 6           | 13            |